# استان لا کونونسیون
استان لا کونونسیون (به اسپانیایی: Provincia de La Convención) یک استان در پرو است که در منطقه کوسکو واقع شده‌است. استان لا کونونسیون ۳۰٬۰۶۱٫۸۲ کیلومتر مربع مساحت و ۱۴۷٬۱۴۸ نفر جمعیت دارد.